# Гощанський замок
Гощанський замок — укріплення, збудоване родиною Кирдей-Гойських, якій належали ці землі.

## Історія
На той час замок був одним з найвеличніших на Волині. Пізніше власниками маєтку були родини: Киселі, Ленкевичі, Валевські.

## Розташування, архітектура
За півверсти за містом, дорогою до Тучина, ліворуч на пагорбі над річкою Горинь, досі збереглися сліди окопів, ровів та замку, фундаменти з дикого каменю, уламки старої цегли, що свідчить про те, що тут був укріплений замок, оточений стінами та валами.